# Husarendenkmal (Frankfurt am Main)

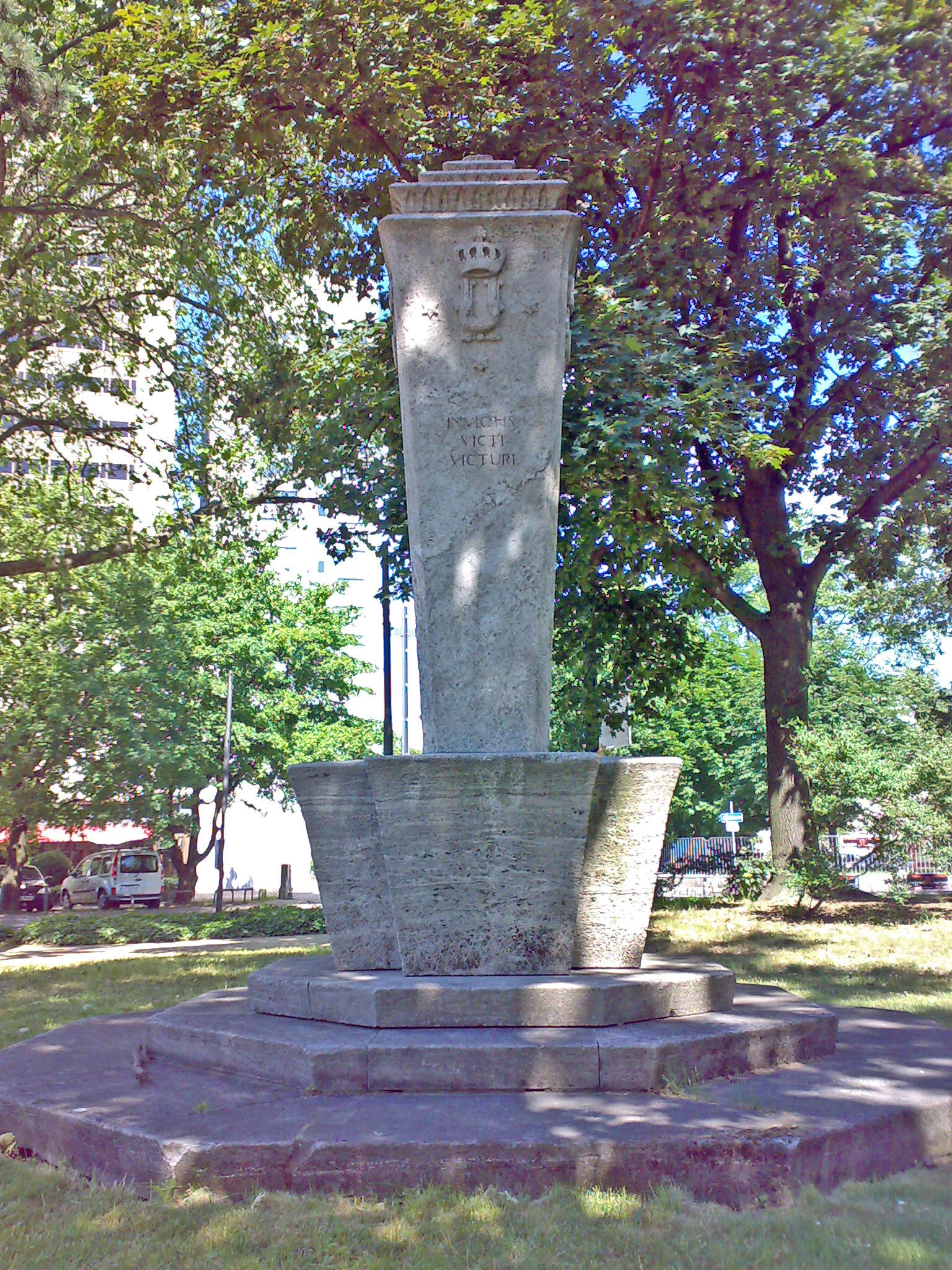
Husarendenkmal

Das Husarendenkmal ist ein Ehrenmal der Stadt Frankfurt am Main.

## Geschichte
Das Frankfurter Husaren-Denkmal wurde am 14. Juni 1925 anlässlich des ersten Regimentsappells nach dem Ersten Weltkrieg in Erinnerung an die im Ersten Weltkrieg Gefallenen aus dem königlich preußischen Husaren-Regiment „König Humbert von Italien“ (1. Kurhessisches) Nr. 13 auf einem bis 1995 unbenannten, im Volksmund jedoch Königsplätzchen genannten Platz im Stadtteil Bockenheim feierlich enthüllt. Dieser Platz heißt heute Tilly-Edinger-Platz.
Das Husarendenkmal musste im Jahr 2003 anlässlich der Umgestaltung des Platzes dem Adorno-Denkmal weichen, das zum 100. Geburtstag von Theodor W. Adorno neu geschaffen wurde. Das historische Husarendenkmal steht daher heute innerhalb der nahe gelegenen parkähnlichen Senckenberganlage im Westend.

## Charakterisierung
Das vom Bildhauer Carl Hochscheidt geschaffene Husarendenkmal ist komplett aus Muschelkalk gearbeitet. Es besteht aus einer achteckigen dreistufigen Plattform, auf der ein in Form des Eisernen Kreuzes gestalteter Sockel ruht. In dessen Mitte ragt ein quadratischer, nach oben breiter werdender Schaft empor, der sich an der Spitze stufig verjüngt. An den Seiten sind jeweils eine Krone und drei Sterne erhaben ausgearbeitet.
In das Husarendenkmal sind verschiedene Inschriften eingemeißelt. Auf der Vorderseite steht: Gewidmet den im 1. Weltkrieg Gefallenen des 13. Husarenregiments. Auf der Rückseite ist der lateinische Spruch Invictis victi victuri vermerkt, Den Unbesiegten – die Besiegten, die siegen werden.
Die Seiten des Denkmales tragen die Worte Unsere Gefallenen sind unsere Mahner geworden: Das Leben ist nichts wert, das nicht gelebt wird in treuer Pflichterfüllung für das Vaterland. Nur das Volk wird in der Welt geachtet sein, das sich selbst, seine Geschichte und seine Toten ehrt.

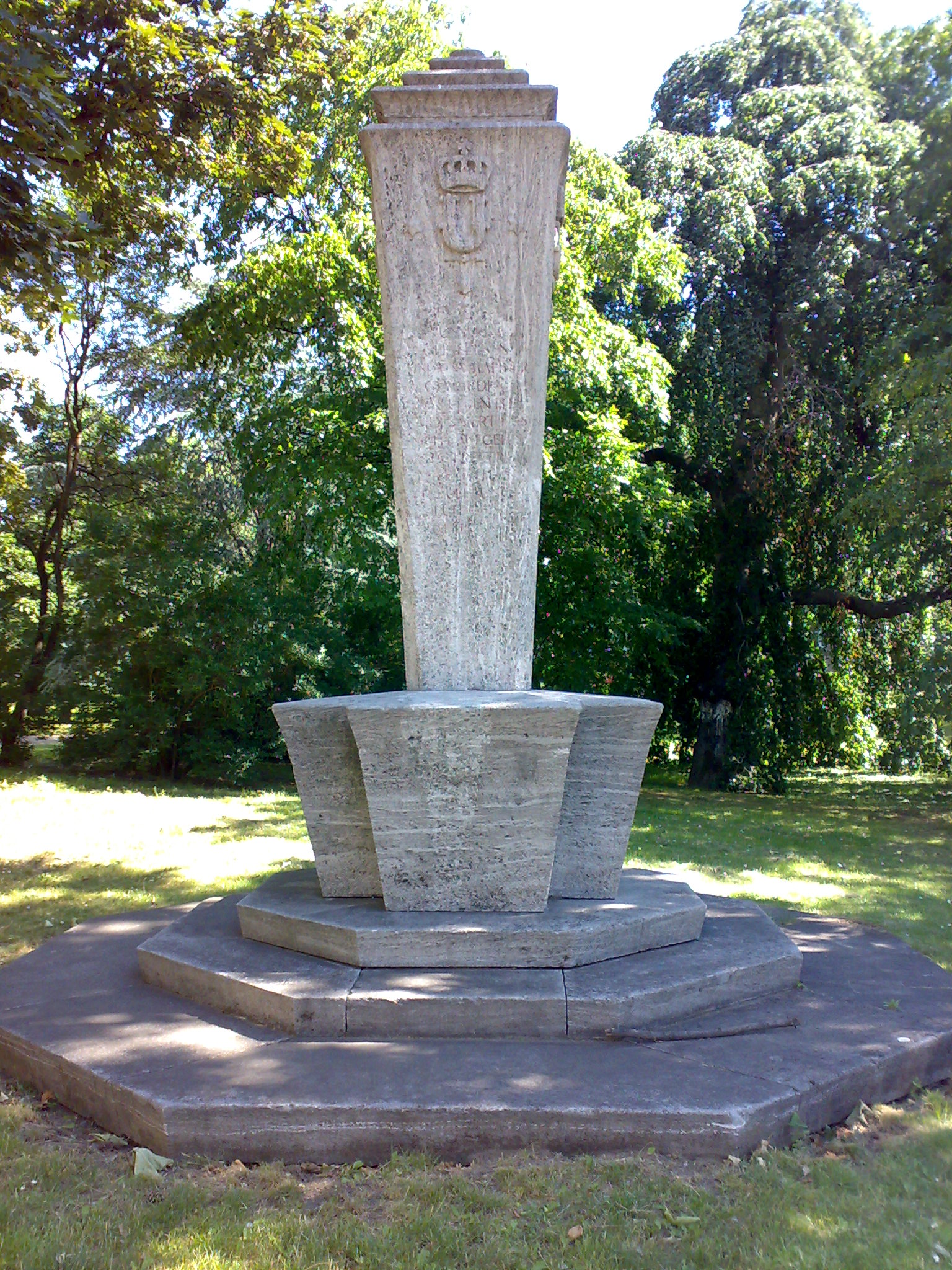
Gesamtansicht des Frankfurter Husarendenkmals
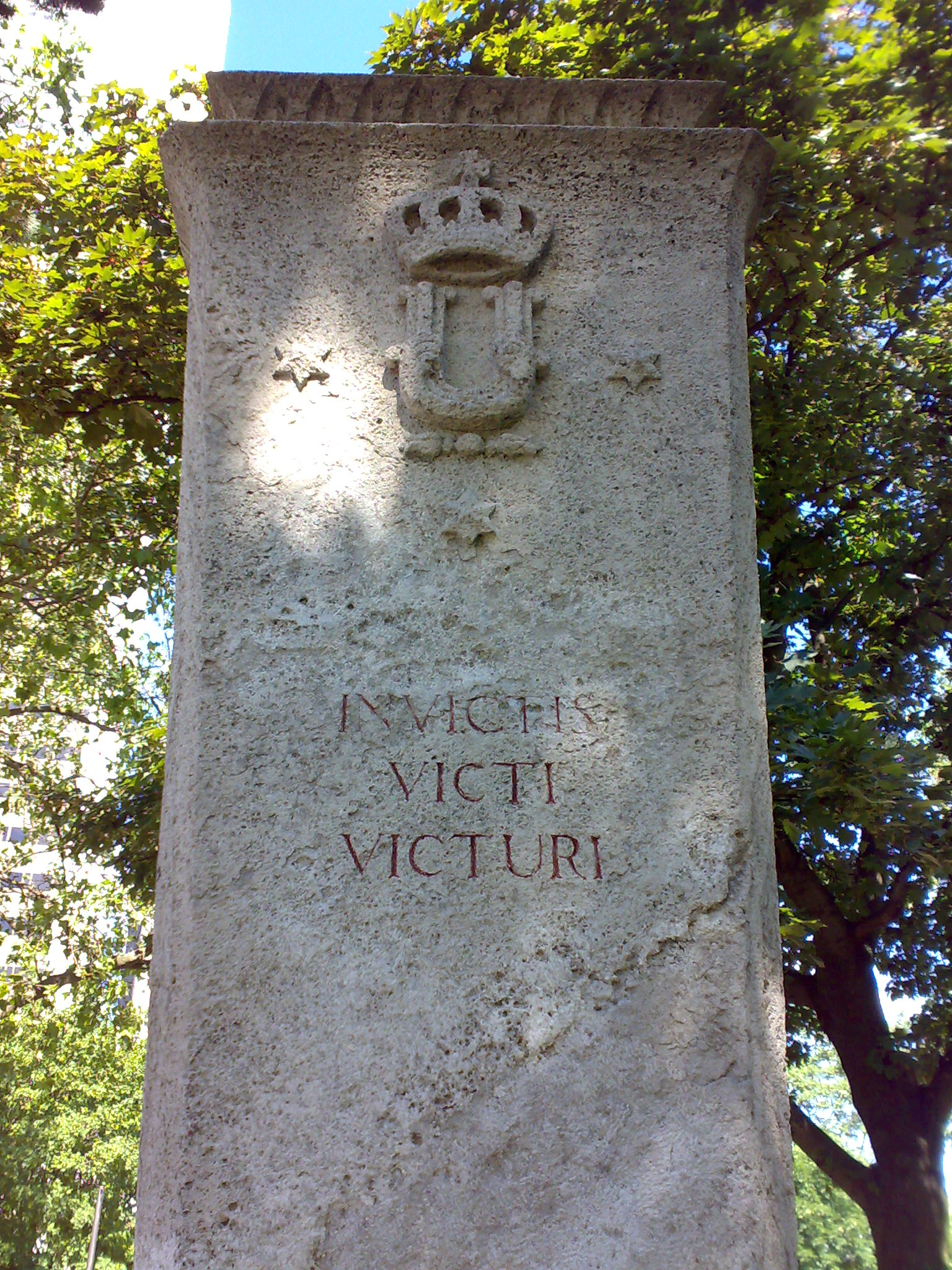
Husarendenkmal, Detail
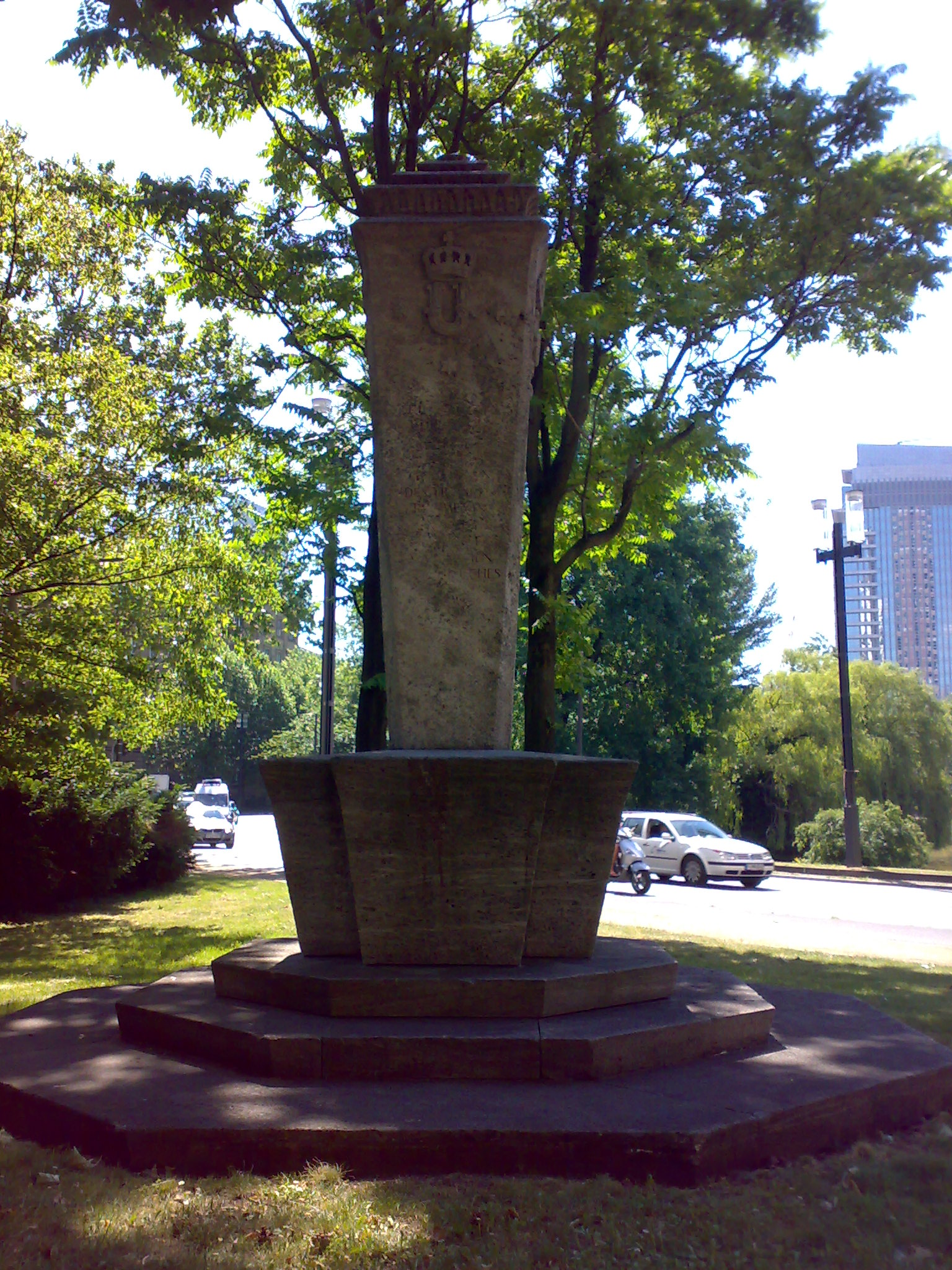
Husarendenkmal
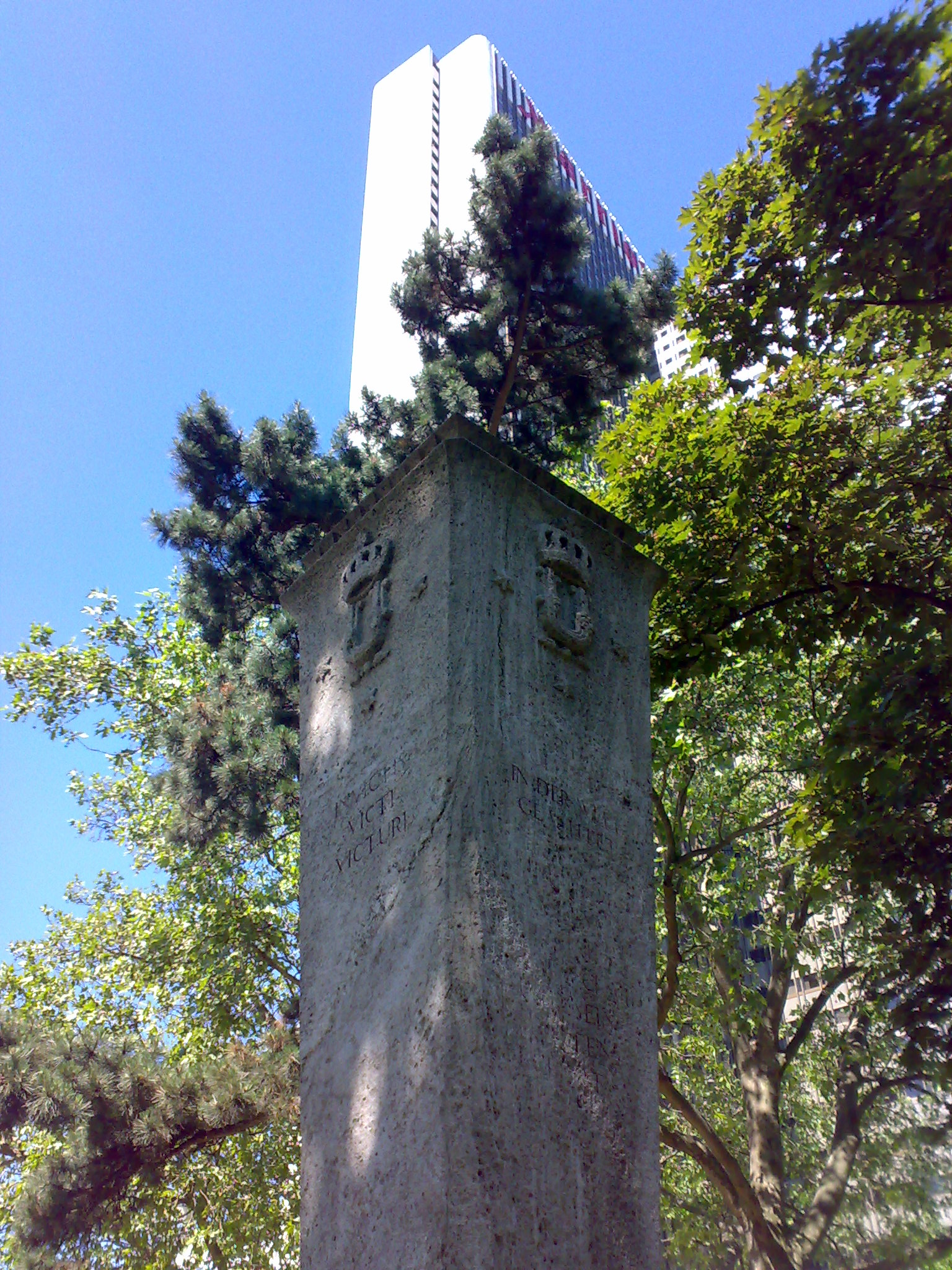
Husarendenkmal, im Hintergrund: Marriott Hotel Frankfurt

## Verkehrsanbindung
Das Husarendenkmal ist mit dem öffentlichen Personennahverkehr (ÖPNV) zu erreichen. Die nächstgelegene Haltestelle der RMV-Straßenbahnlinien 16 und 17 heißt Varrentrappstraße. Von ihr liegt das Denkmal etwa 5 Minuten entfernt. Eine weitere Option bildet die Haltestelle Senckenbergmuseum der RMV-Buslinien 32 und 50. Von ihr sind es etwa 3 Minuten Fußweg bis zum Denkmal.